# Pterostylis hamata
Pterostylis hamata là một loài thực vật có hoa trong họ Lan. Loài này được Blackmore & Clemesha miêu tả khoa học đầu tiên năm 1968.